# Milyen lesz a búcsú után?
A Milyen lesz a búcsú után? (eredeti cím: Hello, Goodbye, and Everything in Between) 2022-ben bemutatott amerikai romantikus filmvígjáték, amelyet Michael Lewen rendezett. A főbb szerepekben Jordan Fisher, Talia Ryder, Ayo Edebiri, Nico Hiraga és Jennifer Robertson látható.
Amerikában és Magyarországon 2022. július 6-án mutatták be a Netflixen.

## Cselekmény
Clare-t, a középiskola végzősét, aki nemrég költözött vissza egy nyugati parti városba, régi barátnője, Stella ráveszi, hogy vegyen részt egy halloweeni partin. Találkozik Aidennel, aki rövid beszélgetés után átveszi a színpadot, és karaokézik. Clare és Aiden együtt távoznak a buliról, és spontán randevút tartanak. Mivel szülei válása után államról államra költözik, sosem volt sok barátja. Ezért Clare úgy döntött, hogy a tanulmányaira koncentrál, hogy ügyvéd lehessen, hogy segíthessen az embereken. Aiden ennek az ellentéte, a szülei stabil, még mindig házasok, mindketten orvosok. Bár hivatásos zenész szeretne lenni, ők inkább azt szeretnék, ha orvos lenne.
A helyi boltból való cukorkalopástól a játszótéren való szórakozásig jutnak el a hazafelé vezető úton. Aiden érzi a szikrát, és odahajol hozzá, hogy megcsókolja, de Clare kijelenti, hogy nem akar barátot (mivel a szülei középiskolai szerelmesek voltak, akik összeházasodtak, de hamarosan elváltak). Aiden szakítási paktumot javasol: ha a jövő nyár végéig együtt maradnak, egy epikus utolsó randi után szakítanak. Ez a terv tetszik Clare-nek, megcsókolják egymást, és gimnazista románcba kezdenek.
A nyár végén, egy nappal azelőtt, hogy Clare Dartmouthba utazik, a két családdal közös grillezésen azt mondják nekik, hogy naivak, ha lemondanak a szerelemről. Ennek ellenére Aiden megtervezte az utolsó randevújukat, egy teljes meglepetést. Reméli, hogy a tökéletes éjszaka ráveszi a lányt, hogy döntsön az együtt maradás mellett. Az első állomás Aiden régi zenekarának zenei előadása. Ezután Aiden elviszi Clare-t a jégkorongpályára, hogy kijavítson egy hibát. Ott veszekednek először, amiért a férfi tökéletes akar lenni. Bevallja, hogy akkor hazudott, és együtt hokiznak. A harmadik megálló egy motorcsónakon van, egy vízi sportolással töltött nap emléke. Clare kifordult a tutajból, és amikor sikeresen visszaúszott hozzá, Aiden bevallotta neki, hogy szerelmes belé. A lány azt válaszolta, hogy "könnyűvérű". A barátjuk, Scotty megjegyezte, hogy Clare rakétázott, és hogy megállítsa ezt az emléket, egy rakéta alakú kulcstartót ad neki, aminek a hátuljára a szavak voltak írva. A véget nem érő szerelmi gesztusok fokozatosan elhatalmasodnak Clare-en, és a lány kételkedni kezd önmagában. Azon a helyen, ahol a Valentin-napot ünnepelték, a nap átvészeléséért küszködve üzeni Stellának, hogy csatlakozzon hozzájuk. Amikor Aiden szmokingban újra megjelenik, látja, hogy Stella is csatlakozott a tökéletesnek hitt randevújukhoz. Most egy baráti vacsorává alakult, amikor Scotty megemlíti, hogy nem jelölte meg az iskola falát, Clare ragaszkodik hozzá, hogy törjenek be érte az iskolába. Bár Clare reméli, hogy senki sem veszi észre a szándékát, Aiden megkéri Stellát, hogy hagyja abba a színjátékot, mivel tudja, hogy Clare el akarja terelni a romantikus randevújukat.
Clare elmondja Scottynak, hogy tiszta szakítást remélt Aidentől, de ő ezt nehezen látja. Szerinte az, hogy álmai főiskolájára, a Berklee-re jár, megkönnyítette volna a dolgát, hiszen ő is nagyon várja az egyetemi életet. A betörésjelző megszólal, és Aiden a menekülésük során megsérül a keze. A kórházban az anyja gondoskodik róla. Clare megtudja, hogy nem vették fel a Berklee-re, és dühös. Szembesíti a férfit, amiért nem mondta el neki, belefáradva a becstelenségébe, és kételkedik abban, hogy egyáltalán szándékában állt-e elbúcsúzni. Az éjszaka nagy részét külön töltik egy partin.
Amikor Aiden kifejezi, hogy szereti őt, Clare nem tudja ugyanezt mondani. Aiden összetört szívvel távozik, úgy érzi, kapcsolatuknak valóban vége. Clare anyja segít neki rájönni, hogy egy kapcsolat nem működhet, ha a vége már azelőtt eldőlt, hogy elkezdődött volna. A lány azzal a szándékkal, hogy Aidennel a megfelelő hangnemben fejezi be a kapcsolatot, sms-ben kéri, hogy találkozzon vele. Szerelmet vallva együtt úsznak a bójához. Utána Aiden bevallja, hogy most már egyetért vele, még ha fáj is. Egy évet halaszt, hogy Los Angelesbe menjen a zenével foglalkozni.
Clare másnap reggel New Hampshire-be utazik, a tanulmányaira koncentrálva, bár rendszeresen ellenőrzi Aiden közösségi médiafrissítéseit. Egy Los Angeles-i zenész közzétesz egy dalt az interneten. Úgy döntenek, hogy Clare nyári szünetében újra találkoznak a játszótéren, akárcsak első találkozásukkor.

## Szereplők
| Szerep   | Színész            | Magyar hang    |
| -------- | ------------------ | -------------- |
| Aidan    | Jordan Fisher      | Baráth István  |
| Clare    | Talia Ryder        | Mentes Júlia   |
| Stella   | Ayo Edebiri        | Hermann Lilla  |
| Scotty   | Nico Hiraga        | Borbíró András |
| Nancy    | Jennifer Robertson | Haffner Anikó  |
| Riley    | Eva Day            | Rigler Renáta  |
| Claudia  | Julia Benson       | Sallai Nóra    |
| Rick     | Dalias Blake       | Molnár Kristóf |
| Steve    | Patrick Sabongui   | Kőszegi Ákos   |
| Collette | Sarah Grey         | Rádai Boglárka |
| Tess     | Djouliet Amara     | Vajai Flóra    |

### Magyar változat
- Magyar szöveg: Kecskés Enikő
- Hangmérnök és vágó: Szabó Miklós
- Gyártásvezető: Vigvári Ágnes
- Szinkronrendező: Molnár Kristóf
- Produkciós vezető: Koleszár Veronika

A szinkront a Direct Dub Studios készítette el.

## A film készítése
2020 szeptemberében Talia Ryder és Jordan Fisher csatlakozott a film szereplőgárdájához, Michael Lewen pedig rendezőként debütált a Ben York Jones és Amy Reed forgatókönyve alapján készült filmben. 2020 októberében Ayo Edebiri, Nico Hiraga, Jennifer Robertson, Patrick Sabongui, Eva Day, Julia Benson, Dalias Blake, Sarah Grey és Djouliet Amara csatlakozott a stábhoz. A forgatás 2020 októberében kezdődött.